# Nikolajevsk aan de Amoer
Nikolajevsk aan de Amoer (Russisch: Николаевск-на-Амуре, Chinees: 庙街) is een stad in de Russische regio Kraj Chabarovsk. De stad ligt 80 kilometer van monding van de Amoer in de Tatarensont. Nikolajevsk is het bestuurlijke centrum van het gelijknamige district en telde in 2002 28.500 inwoners.
De omgeving van de stad was oorspronkelijk een deel van het Chinese Keizerrijk en bestond uit de stad Miàojiē (traditioneel Chinees: 廟街; vereenvoudigd Chinees: 庙街). Nadat China de Tweede Opiumoorlog verloor, kwam het gebied in Russische handen terecht. Officieus na het Verdrag van Aigun (1858), officieel in 1860 na de Conventie van Peking.
Nikolajevsk werd op 13 augustus 1850 gesticht door Gennadi Nevelskoj. Het kreeg de titel van stad en werd herdoopt tot Nikolajevsk aan de Amoer in 1856 toen de oblast Primorje werd gesticht en een grote groep mensen naar de stad was gekomen door de ontruiming van Petropavlovsk-Kamtsjatski op bevel van gouverneur-generaal Moeravjov. De stad werd meteen ook het bestuurlijke centrum van de oblast, wat het tot 1880 bleef, en was op dat moment de grootste haven het van Russische Verre Oosten.

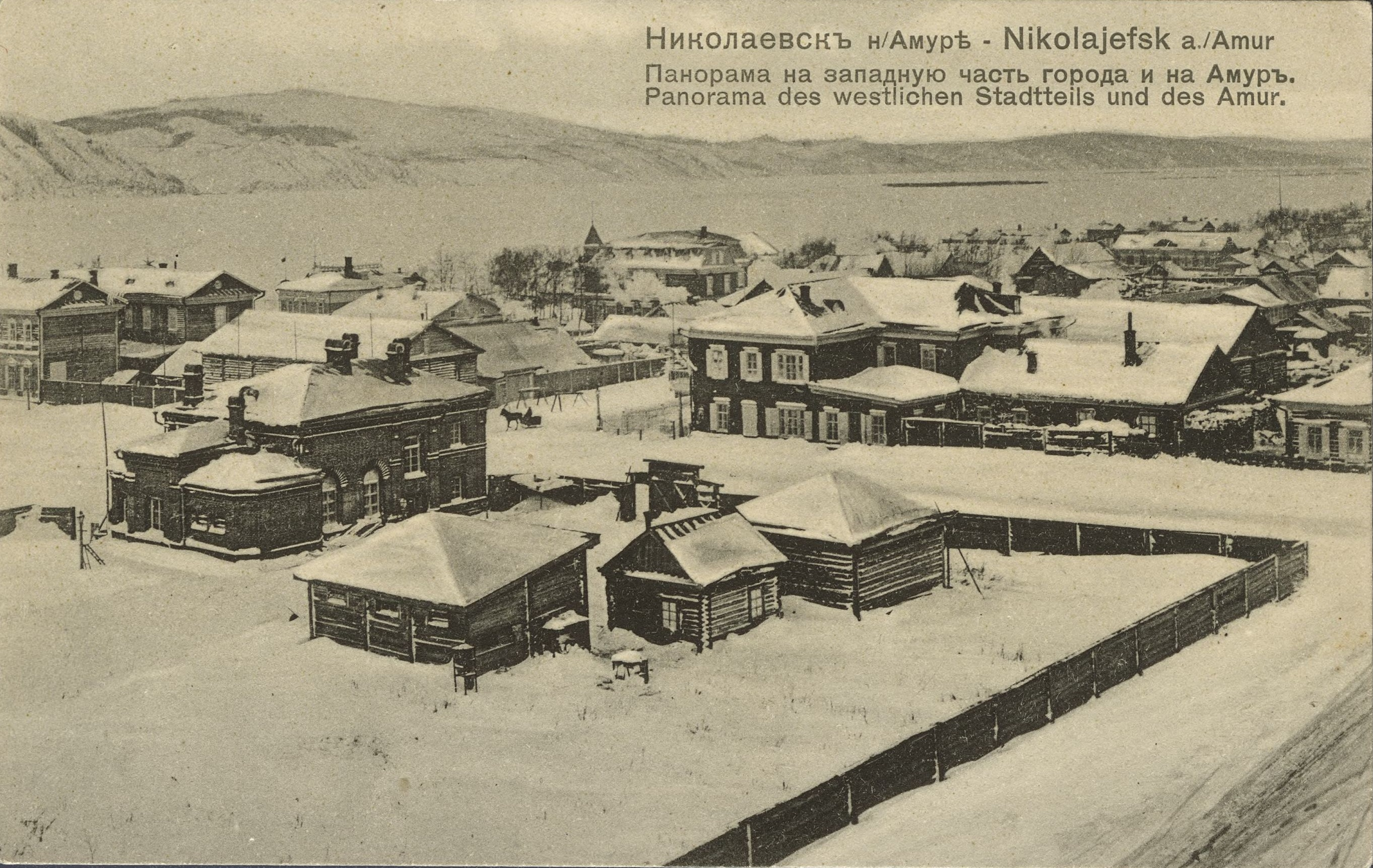
Nikolajevsk rond 1900

Bestuurlijk centrum: Chabarovsk

Amoersk · Bikin · Komsomolsk aan de Amoer · Nikolajevsk aan de Amoer · Sovjetskaja Gavan · Vjazemski